# Humbligny
Humbligny ist eine französische Gemeinde mit 182 Einwohnern (Stand: 1. Januar 2022) im Département Cher in der Region Centre-Val de Loire. Sie gehört zum Arrondissement Bourges und zum Kanton Saint-Germain-du-Puy.

## Geografie
Etwa 28 Kilometer nordöstlich von Bourges gelegen befindet sich Humbligny in der Champagne berrichonne (im Berry). 
Umgeben wird Humbligny von den Nachbargemeinden Neuilly-en-Sancerre im Nordwesten und Norden, Neuvy-Deux-Clochers im Norden und Nordosten, Montigny im Osten und Süden, Saint-Céols im Süden und Südwesten, Morogues im Westen sowie Henrichemont und La Chapelotte im Nordwesten. 

## Bevölkerungsentwicklung
| Jahr                       | 1962 | 1968 | 1975 | 1982 | 1990 | 1999 | 2006 | 2019 |
| -------------------------- | ---- | ---- | ---- | ---- | ---- | ---- | ---- | ---- |
| Einwohner                  | 303  | 268  | 239  | 221  | 189  | 180  | 194  | 182  |
| Quellen: Cassini und INSEE |      |      |      |      |      |      |      |      |

## Sehenswürdigkeiten
- Tumulus mit Resten einer Motte (Turmhügelburg)
- Kirche Saint-Martin aus dem 13. Jahrhundert